# 歴史町
歴史町（れきしまち）とは、日本の町の形態のひとつである。歴史的集落（れきしてきしゅうらく）とも呼ばれる。

## 概要
日本における町や都市の形成の特徴として、過去に都市が形成された位置に重複するように現代都市が存在するなど歴史的重層性があることが知られている。
歴史町は中世や近世において歴史的な背景や当時の社会情勢から生まれた町の形態の総称である。あるいは、現代において過去のそれを起源とした町で、特に当時の情緒を色濃く残した町・町並みのことである。
町の歴史性から小川琢治は城下町、宿場町、門前町、鳥居前町、鉱山町、商港町、軍港町に分類し地理学で広く用いられた（これ以外の分類が用いられることもある）。
特に、町並みが保存されたものは非常に歴史的・文化的価値が高く、世界遺産や重要伝統的建造物群保存地区に選定されていたり、観光地となっていたりする。そのような状態でなくても、地元住民の努力によって町並みが保存されているものも多い。

## 分類
歴史町の分類で用いられる例
- 城下町 - 城郭を中心に形成された町。
  - 陣屋町 - 陣屋・代官所を中心に形成された町。
  - 武家町 - 武家屋敷が集まってできた町。現代では侍屋敷が集まった町（侍町）を指すことが多い。
- 寺町 - 城下町やその周辺に、寺院が多く集まってできた町。
- 宿場町 - 街道の宿場を中心に形成された町。
- 港町 - 海や河川の港の周囲に形成された町。漁業を営む小集落である漁村を含む場合もある。
- 商家町 - 商売によって大成した富豪の邸宅・屋敷が集まる町。京都の京町家も参照。
- 在郷町 - 農村部において商工業者が集まってできた町。
- 市場町 - 比較的大規模な市（いち）を中心に栄えた町。
- 門前町 - 寺社を中心に形成された町。神社の場合は鳥居前町と呼ぶ場合もある。
- 社家町 - 神社の世襲神職家である社家が集まってできた町。
- 寺内町 - 寺院の住職や関係者・信者などが集まってできた町。
- 産業町 - 鉱山や窯業・織物業などの地場産業によって栄えた町。鉱山町、製磁町、製織町、製塩町、醸造町など。
- 職人町 - 城下町において、伝統産業に従事する職人が業種ごとに集まってできた町。鍛冶町、大工町、紺屋町など。
- 花街 - 花町・茶屋町ともいい、遊廓が集まってできた町。
- 温泉街 - 温泉町ともいい、温泉を中心に形成された町。